# Сантри

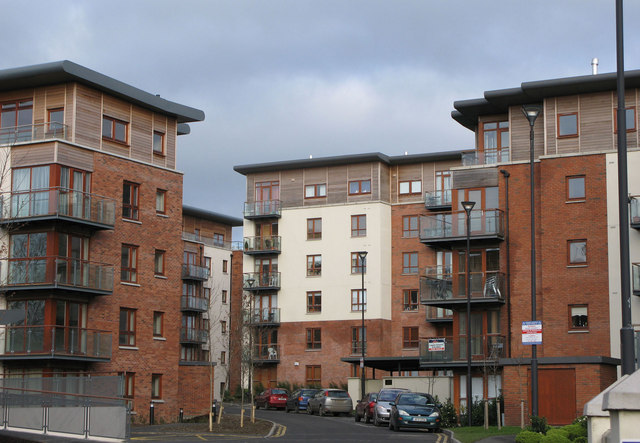
Жилой дом района

Сантри (англ. Santry; ирл. Seantrabh, «старое племя») — пригород в Ирландии, находится на границах графств Дублин (провинция Ленстер) и Фингал.
В районе находится хранилище библиотеки Тринити-Колледжа, фонд которого — более 3 миллионов книг.

## Транспорт
Общественный транспорт представлен множеством автобусных маршрутов, управляемых Dublin Bus:
- 16 — из Баллинтира
- 16a — из Lower Rathfarnam до дублинского аэропорта
- 17a — из Бланчардстауна до Килбаррака
- 27b — из Харристауна в Eden Quay
- 33 — из Балбригган до Lower Abbey Street
- 41 — из Swords Manor до Lower Abbey Street
- 41a — из Swords Manor до Lower Abbey Street (no return service)
- 41b — из Rolestown до Lower Abbey Street
- 41c — из Swords Manor до Lower Abbewny Street
- 103 — из Clontarf Dart Station до Omni Shopping Centre
- 104 — из Clontarf Dart Station до Cappagh Hospital
- 746 (отменён) — из Дублинского аэропорта в Дун-Лэаре